# 1000万人ラジオ体操・みんなの体操祭
1000万人ラジオ体操・みんなの体操祭（いっせんまんにんらじおたいそう・みんなのたいそうさい）とは「夏期巡回ラジオ体操・みんなの体操会」の中央行事として毎年8月1日前後の日曜日（年度により7月最終、または8月第1週の日曜）に開催されている大会である。

## 概要
概ね全国大会にふさわしく、その地域の大規模なスタジアムや体育館を会場としており、スタンドはもとよりアリーナやグラウンド内にまで参加者が詰め掛ける。
大会には体操を制定した旧郵政省・日本郵政公社の流れを汲むかんぽ生命保険の社長や日本放送協会（NHK）の会長、全国ラジオ体操連盟幹部らも出席し、参加者とともに体操を行う。国会などの公務日程にもよるが、総務大臣（2002年まで郵政大臣）、開催自治体の首長（都道府県知事、市長・区長など）や地元の観光PR隊（ミス○○など）といった来賓も多数参加する。体操指導担当者は代々体育系の日本体育大学等体操研究室の教員が行なっている。アシスタント（模範演技者）は体育系学生が殆どだが、体育系以外の一般学生も若干いる。

## 歴史
会場は基本的に旧郵政局、郵政公社支社の流れを汲むかんぽ生命保険統括支店がある都市を中心に11都道府県持ち回りとなっている（北海道（札幌統轄支店・札幌局）・宮城県（仙台統轄支店・仙台）・東京都（本社兼東京統轄支店・東京）・長野県（長野統括支店・長野）・愛知県（名古屋統括支店・名古屋）・石川県（金沢統轄支店・金沢）・大阪府（大阪統括支店・大阪）・広島県（広島統括支店・広島）・愛媛県（松山統括支店・松山）・熊本県（熊本統括支店・熊本）並びに沖縄県（那覇統括支店・那覇））。
| 回 | 西暦年月日     | 会場                                           | 主管統括支店       | 主催局 （下段は共催局） | 指導担当           | 特記事項 |
| -- | -------------- | ---------------------------------------------- | ------------------ | ----------------------- | ------------------ | --- |
| 1  | 1962年10月10日 | 上野公園広場（東京都）                         | 東京郵政局         |                         |                    | 全国ラジオ体操連盟の結成を記念し、「第1回1000万人ラジオ体操祭」として開催 テレビ体操5周年 |
| 2  | 1963年         | 仙台市レジャーセンター前広場（宮城県）         | 東北郵政局         |                         |                    | ラジオ体操制定35周年記念大会 |
| 3  | 1964年         | 上野公園広場（東京都）                         | 東京郵政局         |                         |                    | 東京オリンピック記念大会 |
| 4  | 1965年         | 鶴舞公園競技場（愛知県）                       | 東海郵政局         |                         |                    | |
| 5  | 1966年8月27日  | 上野公園広場（東京都）                         | 東京郵政局         |                         | 紅林武男           | |
| 6  | 1967年         | 長野市立城山小学校校庭（長野県）               | 信越郵政局         |                         |                    | テレビ体操放送開始10周年記念大会 |
| 7  | 1968年         | 中島公園広場（北海道）                         | 北海道郵政局       |                         |                    | ラジオ体操制定40周年記念大会 |
| 8  | 1969年         | 金沢市中央公園（石川県）                       | 北陸郵政局         |                         |                    | |
| 9  | 1970年8月      | 大阪万博EXPO'70会場（大阪府）                  | 近畿郵政局         | 大阪                    |                    | 万博開催を記念し、万博会場お祭り広場で行われた |
| 10 | 1971年         | 広島市民球場（広島県）                         | 中国郵政局         |                         |                    | |
| 11 | 1972年         | 松山市営球場（愛媛県）                         | 四国郵政局         |                         |                    | 沖縄本土復帰記念大会 テレビ体操放送開始15周年記念大会 |
| 12 | 1973年         | 熊本市水前寺陸上競技場（熊本県）               | 九州郵政局         |                         |                    | ラジオ体操制定45周年記念大会 |
| 13 | 1974年         | 浦和市駒場サッカー場（埼玉県）                 | 関東郵政局         |                         |                    | |
| 14 | 1975年         | 宮城県スポーツセンター前広場（宮城県）         | 東北郵政局         |                         |                    | |
| 15 | 1976年         | 鶴舞公園競技場（長野県）                       | 東海郵政局         |                         |                    | |
| 16 | 1977年         | 長野市城山市営球場（長野県）                   | 信越郵政局         |                         |                    | テレビ体操放送開始20周年記念大会 |
| 17 | 1978年7月23日  | 明治神宮外苑絵画館前広場（東京都）             | 東京郵政局         | 東京                    | 柳川英麿           | ラジオ体操制定50周年記念大会 |
| 18 | 1979年         | 真駒内屋外競技場（北海道）                     | 北海道郵政局       |                         |                    | |
| 19 | 1980年         | 金沢市中央公園（石川県）                       | 北陸郵政局         |                         |                    | |
| 20 | 1981年         | 長居陸上競技場（大阪府）                       | 近畿郵政局         |                         |                    | |
| 21 | 1982年         | 広島市中央公園（広島県）                       | 中国郵政局         |                         |                    | テレビ体操放送開始25周年記念大会 |
| 22 | 1983年         | 松山市営球場（愛媛県）                         | 四国郵政局         |                         |                    | ラジオ体操制定55周年記念大会 |
| 23 | 1984年8月19日  | 熊本市水前寺陸上競技場（熊本県）               | 九州郵政局         | 熊本                    | 青山敏彦           | |
| 24 | 1985年         | 土浦市霞ヶ浦総合公園（茨城県）                 | 関東郵政局         | 東京 水戸               | 青山敏彦           | 約8km西方の筑波郡谷田部町（現・つくば市）で開催中だった科学万博EXPO'85を記念 |
| 25 | 1986年         | 明治神宮外苑絵画館前広場（東京都）             | 東京郵政局         |                         | 長野信一           | |
| 26 | 1987年         | 名古屋市瑞穂公園陸上競技場（愛知県）           | 東海郵政局         | 名古屋                  |                    | テレビ体操放送開始30周年記念大会 |
| 27 | 1988年8月7日   | 長野運動公園陸上競技場（長野県）               | 信越郵政局         | 長野                    |                    | ラジオ体操制定60周年記念大会 |
| 28 | 1989年8月20日  | 宮城陸上競技場（宮城県）                       | 東北郵政局         | 仙台                    |                    | 仙台市制100周年記念 |
| 29 | 1990年         | 札幌市真駒内屋外競技場（北海道）               | 北海道郵政局       |                         | 輪島直幸           | |
| 30 | 1991年         | 西部緑地公園陸上競技場（石川県）               | 北陸郵政局         | 金沢                    |                    | |
| 31 | 1992年         | 長居陸上競技場（大阪府）                       | 近畿郵政局         | 大阪                    |                    | テレビ体操放送開始35周年記念大会 |
| 32 | 1993年         | 広島スタジアム（広島県）                       | 中国郵政局         | 広島                    | 長野信一           | ラジオ体操制定65周年記念大会（ピアノ 名川太郎） |
| 33 | 1994年         | 松山市営球場（愛媛県）                         | 四国郵政局         |                         | 輪島直幸           | （ピアノ 幅しげみ） |
| 34 | 1995年8月6日   | 熊本市水前寺陸上競技場（熊本県）               | 九州郵政局         | 熊本                    | 青山敏彦＆輪島直幸 | （ピアノ 幅しげみ） |
| 35 | 1996年8月25日  | 千葉マリンスタジアム（千葉県）                 | 関東郵政局         | 東京 千葉               | 長野信一           | （ピアノ 大久保三郎） |
| 36 | 1997年8月3日   | 那覇市奥武山総合運動公園（沖縄県）             | 沖縄郵政管理事務所 | 那覇                    | 輪島直幸           | 沖縄本土復帰25年記念、テレビ体操放送開始40周年記念大会（ピアノ 名川太郎） |
| 37 | 1998年8月23日  | 国立競技場（東京都）                           | 東京郵政局         | 東京                    | 青山敏彦           | 大会初期のラジオ体操の一部の再現と、ラジオ体操の歴史が紹介された。このため15分間の放送 ラジオ体操制定70年記念 |
| 38 | 1999年8月1日   | ポートメッセなごや（愛知県）                   | 東海郵政局         | 名古屋                  | 長野信一           | みんなの体操制定はこの大会の翌月。ラジオ体操単独の大会はこの年で最後 この年からラジオ第一放送での放送については『ラジオあさいちばん』内にて放送（ピアノ 幅しげみ）                                                |
| 39 | 2000年8月6日   | 宮城陸上競技場（宮城県）                       | 東北郵政局         | 仙台                    | 多胡肇             | みんなの体操制定に伴い、「1000万人ラジオ体操祭」から現在の名称に変更 定常放送時間も15分に拡大（ピアノ 加藤由美子）                                                                                                |
| 40 | 2001年8月5日   | 長野運動公園陸上競技場（長野県）               | 信越郵政局         | 長野                    | 長野信一           | 省庁再編によりこの年と次年度は総務大臣が参加（ピアノ 名川太郎） |
| 41 | 2002年7月28日  | 札幌市真駒内屋外競技場（北海道）               | 北海道郵政局       | 札幌                    | 上田容子           | テレビ体操放送開始45年記念大会 |
| 42 | 2003年8月3日   | 西部緑地公園陸上競技場（石川県）               | 北陸支社           | 金沢                    | 西川佳克           | 郵政公社発足初年。総務大臣は不参加 ラジオ体操制定75年記念大会（ピアノ 加藤由美子） |
| 43 | 2004年8月1日   | 長居陸上競技場（大阪府）                       | 近畿社             | 大阪                    | 多胡肇             | この年は麻生太郎総務大臣が参加 ストレッチマンがゲストで登場 みんなの体操制定5年記念大会（ピアノ 名川太郎） |
| 44 | 2005年8月7日   | 愛媛県総合運動公園陸上競技場（愛媛県）         | 四国支社           | 松山                    | 長野信一           | （ピアノ 幅しげみ） |
| 45 | 2006年8月20日  | 広島県総合グランド（広島県）                   | 中国支社           | 広島                    | 岡本美佳           | およそ1万8000人のラジオ体操愛好者が参加 指導の岡本に加えピアノ伴奏は加藤由美子、女性アシスタント6人が総出演と主な部分は女性だけで進行した 本来は6日の開催だが6日は広島平和記念式典となっているので、2週間遅らせた |
| 46 | 2007年8月19日  | パークドーム熊本（熊本県）                     | 九州支社           | 熊本                    | 西川佳克           | テレビ体操放送開始50年記念大会（ピアノ 幅しげみ） |
| 47 | 2008年7月27日  | 東京ビッグサイト（東京都）                     | 本社               | 東京                    | 多胡肇             | ラジオ体操制定80年記念大会（ピアノ 加藤由美子） |
| 48 | 2009年8月2日   | 横浜赤レンガパーク（神奈川県）                 | 本社               | 東京 横浜               | 長野信一           | 横浜開港150年、みんなの体操制定10年記念大会 長野はこの年度を最後に放送から引退（ピアノ 幅しげみ） |
| 49 | 2010年8月1日   | 大分銀行ドーム（大分県）                       | 熊本統括支店       | 熊本 大分               | 岡本美佳           | 九州では初めての熊本県以外での開催、来賓のひとりに村山富市元首相 4年ぶりに放送キャストが全員女性という形で進行した（ピアノ 加藤由美子） アナログテレビジョン放送では最後の放送                                    |
| 50 | 2011年7月31日  | 浜名湖ガーデンパーク（静岡県）                 | 名古屋統括支店     | 名古屋 静岡             | 西川佳克           | 第50回記念、浜松市制施行100周年記念大会 テレビジョン放送完全デジタル化後初の実施（東日本大震災被災地以外・但し東日本大震災被災地はアナログテレビジョン放送では事実上最後の放送）（ピアノ 幅しげみ）               |
| 51 | 2012年7月22日  | モエレ沼公園（札幌市）                         | 札幌統轄支店       | 札幌                    | 多胡肇             | テレビ体操放送開始55年記念大会 東日本大震災被災地はテレビジョン放送完全デジタル化後初の実施（ピアノ 加藤由美子）                                                                                                  |
| 52 | 2013年7月28日  | 秋田市八橋運動公園陸上競技場（秋田市）         | 仙台統轄支店       | 仙台 秋田               | 岡本美佳           | ラジオ体操制定85年記念大会（ピアノ 幅しげみ） |
| 53 | 2014年8月3日   | 神戸総合運動公園ユニバー記念競技場（神戸市）   | 大阪統括支店       | 大阪 神戸               | 西川佳克           | 神戸市市制施行125周年、みんなの体操制定15年記念大会 『ラジオあさいちばん』内における放送はこの回が最後（ピアノ 加藤由美子）                                                                                       |
| 54 | 2015年8月2日   | 西部緑地公園陸上競技場（石川県）               | 金沢統轄支店       | 金沢                    | 多胡肇             | 北陸新幹線開業記念 『NHKマイあさラジオ』内における放送はこの回から開始（ピアノ 名川太郎） |
| 55 | 2016年7月31日  | 松山市城山公園（愛媛県）                       | 松山統括支店       | 松山                    | 岡本美佳           | （ピアノ 幅しげみ） |
| 56 | 2017年7月30日  | 長岡市民防災公園（新潟県）                     | 長野統括支店       | 長野 新潟               | 多胡肇             | NHKテレビ体操放送開始60年記念大会（ピアノ 加藤由美子） |
| 57 | 2018年8月5日   | 倉敷市水島緑地福田公園陸上競技場（岡山県）     | 広島統轄支店       | 広島 岡山               | 鈴木大輔           | ラジオ体操制定90年記念大会 『NHKマイあさラジオ』内における放送はこの回が最後（ピアノ 名川太郎） |
| 58 | 2019年7月28日  | 駒沢オリンピック公園総合運動場体育館（東京都） | 本社               | 東京                    | 多胡肇             | みんなの体操制定20年記念大会 『マイあさ!』内における放送はこの回から開始 当初は同陸上競技場で予定していたが荒天のためテレビ中継は中止(ピアノ 加藤由美子)                                                          |
| 59 | 2020年8月4日   | 横浜赤レンガパーク（神奈川県）                 | 本社               | 東京 横浜               |                    | 新型コロナウイルス感染症（COVID-19）流行の影響により中止 |
| 60 | 2021年7月26日  | 生目の杜運動公園陸上競技場（宮崎県）           | 熊本統括支店       | 福岡 宮崎               |                    | 同上 |
| 61 | 2022年7月31日  | 一宮市光明寺公園球技場（愛知県）               | 名古屋統括支店     | 名古屋                  | 岡本美佳           | 前年10月から登場した男性アシスタントが初めて出演（ピアノ 幅しげみ） |
| 62 | 2023年8月20日  | 横浜赤レンガパーク                             | 本社               | 東京 横浜               | 鈴木大輔           | （ピアノ 能條貴大） |
| 63 | 2024年8月4日   | 旭川市花咲スポーツ公園陸上競技場               | 札幌統轄支店       | 札幌 旭川               | 岡本美佳           | アシスタントが全員参加ではなく、8名中4名となる。（ピアノ 細貝柊） |
| 64 | 2025年8月17日  | 広島広域公園陸上競技場                         | 広島統轄支店       | 広島                    | 鈴木大輔           | 被爆から80年のため広島が選ばれた。ピアノは爆心地から約1.5km離れた民家で被爆した、被爆ピアノが使われた。（ピアノ 幅しげみ）                                                                                        |

## テレビ・ラジオ中継
大会の模様はNHKラジオ第1放送とNHKワールド・ラジオ日本（マイあさ!の枠内）だけでなく、NHK総合テレビとNHKワールド・プレミアムでもJST6:30～6:45に実況生中継される（総合テレビはステレオで放送。NHKワールド･プレミアムはノンスクランブル放送）。台風など荒天の場合はラジオのみ中継。